# 수신기 (책)
《수신기》(搜神記)는 4세기 중엽 간보(干寶)의 저서로, 중국 육조시대의 지괴소설집(志怪小說集)이다. 지괴란 '괴를 적는다'는 뜻이다.
육조시대에는 초자연적인 설화나 일화를 기록한 지괴서가 많이 나타났다. 동진(東晋) 조정의 관리가 되어 국사편찬의 일을 맡았던 간보의 이 저서는 내용이 다채롭다는 점과 문장이 뛰어나다는 점에서 지괴서의 대표적 위치를 차지하고 있다. 현재 전해지는 원전은 명(明)대에 출판된 20권본과 8권본이 있는데 전자가 비교적 원저의 모습을 남기고 있다고 추정된다. 20권본에는 464편의 이야기가 수록되어 있는데, 방사(方士=도사)·점술·민간신앙·전조(前兆) 등에 관한 이야기, 효자·열녀·정부(貞婦)의 이야기, 인간과 동물과의 교섭, 재생(再生)·유귀(幽鬼)의 이야기 등을 볼 수 있다. 이 책뿐만 아니라 육조의 지괴는, 당나라 전기(傳奇)를 비롯하여 후세의 소설·희곡의 소재를 제공하여, 중국 특유의 괴이소설(怪異小說)의 원류를 이루고 있다.